# لاک‌پشت‌های آلدابرایی
لاک‌پشت‌های آلدابرایی (نام علمی: Aldabrachelys) نام یک سرده از خانواده لاک‌پشت زمینی است.